# Sauropus thesioides
Sauropus thesioides là một loài thực vật có hoa trong họ Diệp hạ châu. Loài này được (Benth.) Airy Shaw miêu tả khoa học đầu tiên năm 1980.